# Edward James McMurray
Pour les articles homonymes, voir McMurray.
Edward James McMurray (4 juin 1878-20 avril 1969) est un homme politique canadien du Manitoba. Il est député fédéral libéral de la circonscription manitobaine de Winnipeg-Nord de 1921 à 1925. Il est ministre dans le cabinet du premier ministre Mackenzie King.

## Biographie
Né à Thorndale (en) en Ontario, McMurray entre à la Chambre des communes du Canada à la suite de l'élection de 1921. Il entre au cabinet à titre de solliciteur général du Canada en novembre 1923. Après avoir démissionné pour des raisons d'ordre professionnelles et personnelles en mai 1925, il est défait en 1925.